# Ducado de Grafton

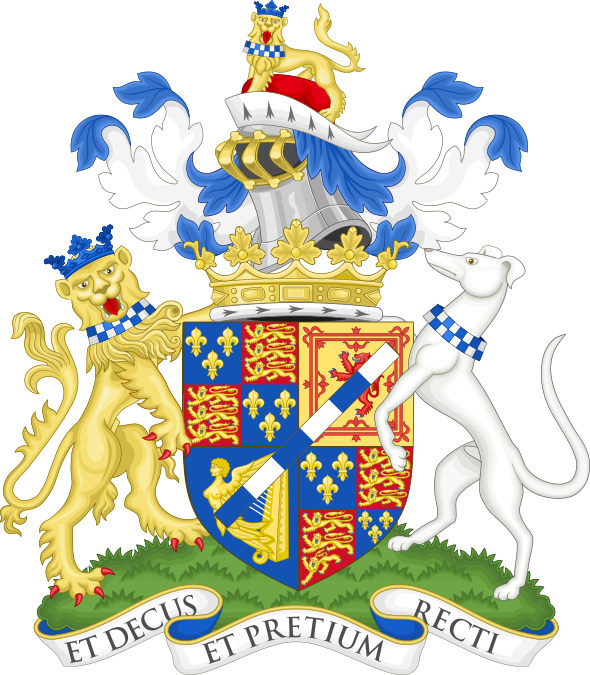
Armas del duque de Grafton.

El ducado de Grafton es un título aristocrático inglés creado, el 11 de septiembre de 1675, por el rey Carlos II para su hijo ilegítimo, Henry FitzRoy.

## Historia
Augustus FitzRoy, 3º duque de Grafton, fue primer ministro de Gran Bretaña de 1768 hasta 1770.
El actual titular es Henry FitzRoy, 12º duque de Grafton, quién recibió este título en 2011 cuando murió su padre, Hugh FitzRoy, 11º duque de Grafton, miembro hereditario de la cámara de los Lores hasta 1999 y caballero de la Jarretera.
Los duques de Grafton tienen unos títulos subsidiarios, como conde de Euston, se nombra después de su sede ancestral del Euston Hall en el Suffolk en Inglaterra.